# Lauderdale-by-the-Sea
Lauderdale-by-the-Sea es un pueblo ubicado en el condado de Broward en el estado estadounidense de Florida. En el Censo de 2010 tenía una población de 6.056 habitantes y una densidad poblacional de 1.490,27 personas por km².

## Geografía
Lauderdale-by-the-Sea se encuentra ubicado en las coordenadas 26°11′58″N 80°5′41″O / 26.19944, -80.09472. Según la Oficina del Censo de los Estados Unidos, Lauderdale-by-the-Sea tiene una superficie total de 4.06 km², de la cual 2.27 km² corresponden a tierra firme y (44.17%) 1.79 km² es agua.

## Demografía
Según el censo de 2010, había 6.056 personas residiendo en Lauderdale-by-the-Sea. La densidad de población era de 1.490,27 hab./km². De los 6.056 habitantes, Lauderdale-by-the-Sea estaba compuesto por el 96.32% blancos, el 1.19% eran afroamericanos, el 0.15% eran amerindios, el 0.83% eran asiáticos, el 0% eran isleños del Pacífico, el 0.64% eran de otras razas y el 0.88% pertenecían a dos o más razas. Del total de la población el 8.82% eran hispanos o latinos de cualquier raza.